# Bålforsen
Bålforsen är ett naturreservat i Lycksele kommun i Västerbottens län.
Området är naturskyddat sedan 1997 och är 29 hektar stort. Reservatet omfattar en norrsluttning vid norra stranden av Umeälven. Reservatet av består av blandskog med tall, gran och lövträd.